# John Prescott
Barone John Leslie Prescott (Prestatyn, 31 maggio 1938 – 20 novembre 2024) è stato un politico britannico, membro di spicco del Partito Laburista che fu vice primo ministro durante i dieci anni di governo di Tony Blair. Fu membro della Camera dei Comuni per il collegio di Hull East nello Yorkshire dal 1970 al 2010, quando non si ricandidò. Lo stesso anno entrò nella Camera dei lord con il titolo di "Barone Prescott", potendosi quindi chiamare Lord Prescott.

## Biografia
Nato a Prestayn nel nord del Galles da una famiglia della classe lavoratrice (il padre era ferroviere), subì l'umiliazione di non riuscire a superare l'Eleven Plus (un esame di ammissione alla scuola secondaria che sostengono i giovani del Regno Unito in età compresa tra gli 11 e i 12 anni). Nel 1951 la famiglia Prescott vinse un premio di 1.000 sterline come "famiglia più tipicamente britannica" dell'anno.

### Gli anni in Marina
Prescott iniziò a lavorare in Marina come steward e cameriere sulle navi da crociera della linea Cunard. In un viaggio tra l'Inghilterra e la Nuova Zelanda nel 1957 conobbe Sir Anthony Eden, da poco dimessosi da Primo Ministro in seguito alla crisi di Suez. Entrò nel sindacato e completò la sua istruzione al Ruskin College di Oxford e all'Università di Hull, laureandosi in storia economica. Nel 1970 fu eletto deputato per la prima volta, sconfiggendo nel collegio di Hull il conservatore Norman Lamont.

### Deputato all'opposizione (1979-1997)
Dopo una prima esperienza come portavoce del Governo Ombra per i Trasporti (1972-1974), passò cinque anni all'Europarlamento di Strasburgo. Di ritorno dall'incarico continentale, occupò numerosi ruoli nel Governo Ombra, come portavoce ai Trasporti (1979-1981, 1988-1993), agli Affari Regionali (1981-1983), all'Ambiente (1984-1987), all'Energia (1987-1988) e al Lavoro (1993-1994).

### Gli anni al governo (1997-2007)

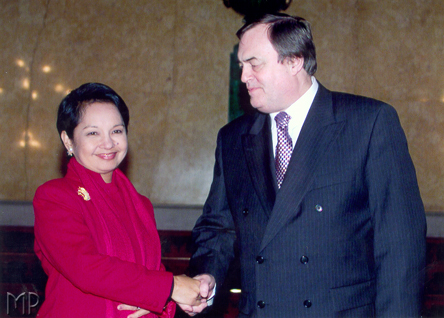
John Prescott e il Presidente delle Filippine Gloria Macapagal-Arroyo il 29 gennaio 2002.

Nella prima fase del governo Blair (1997-2001), Prescott detenne, insieme all'incarico di Vice Primo Ministro, la carica di ministro dell'Ambiente e dei Trasporti. Prescott si impegnò su tre fronti: da un lato, spinse il Regno Unito ad aderire al Protocollo di Kyoto e ne curò le misure attuative; studiò possibili soluzioni al problema del traffico e incentivò l'utilizzo dei mezzi pubblici; in terzo luogo, affrontò il problema del trasporto ferroviario. Da sempre favorevole alla ri-nazionalizzazione delle ferrovie inglesi, Prescott non riuscì, però, a realizzare il tanto desiderato piano di statalizzazione del servizio. Fu comunque in grado di dar vita, nel 2000, ad una Authority statale per il controllo del settore e la tutela dei passeggeri.
Dopo le elezioni generali del 2001, anche in seguito ad un increscioso episodio durante un comizio in cui Prescott prese a pugni un contestatore che gli aveva lanciato contro un uovo, perse le deleghe ai Trasporti e all'Ambiente, ritrovandosi praticamente privo di mansioni operative specifiche. Tony Blair decise allora di renderlo responsabile del coordinamento dell'attività dei vari ministeri, agendo come suo "supplente". Durante questo periodo, Prescott lavorò per una riforma amministrativa per istituire nel Regno Unito le regioni, ma nel 2004 l'esito negativo di un referendum sull'argomento nel nord-est fece naufragare il progetto. Le dimissioni di Blair da leader del Partito nel 2007 furono immediatamente seguite da quelle di Prescott, che lasciò il governo il 24 giugno dello stesso anno.

### Controversie
John Prescott fu spesso oggetto di critiche da parte della stampa britannica: oltre alle diverse multe per eccesso di velocità, fecero clamore la scoperta di una sua relazione extra-coniugale con la collaboratrice Tracey Temple e le vacanze trascorse nel ranch del milionario americano Philip Anschutz, proprietario del Millennium Dome. A ciò si aggiunsero note di biasimo relative a dichiarazioni contro la politica del governo Blair per favorire una maggiore autonomia delle scuole pubbliche e all'imbarazzante uscita "La politica di Bush in Iraq fa schifo".
Il quotidiano The Independent coniò un soprannome per Prescott: "No Jobs", riferimento all'inconsistenza del suo ruolo nel Governo a partire dal 2001. Durante la campagna elettorale del 2001 un elettore tirò a Prescott un uovo in piena faccia e l'esponente politico rispose dandogli un pugno in faccia che fece svenire l'aggressore: la vicenda non portò alcuna conseguenza al politico inglese.

### Morte
John Prescott è morto il 20 novembre 2024, all'età di 86 anni, per complicazioni dovute al morbo di Alzheimer.

## Vita privata

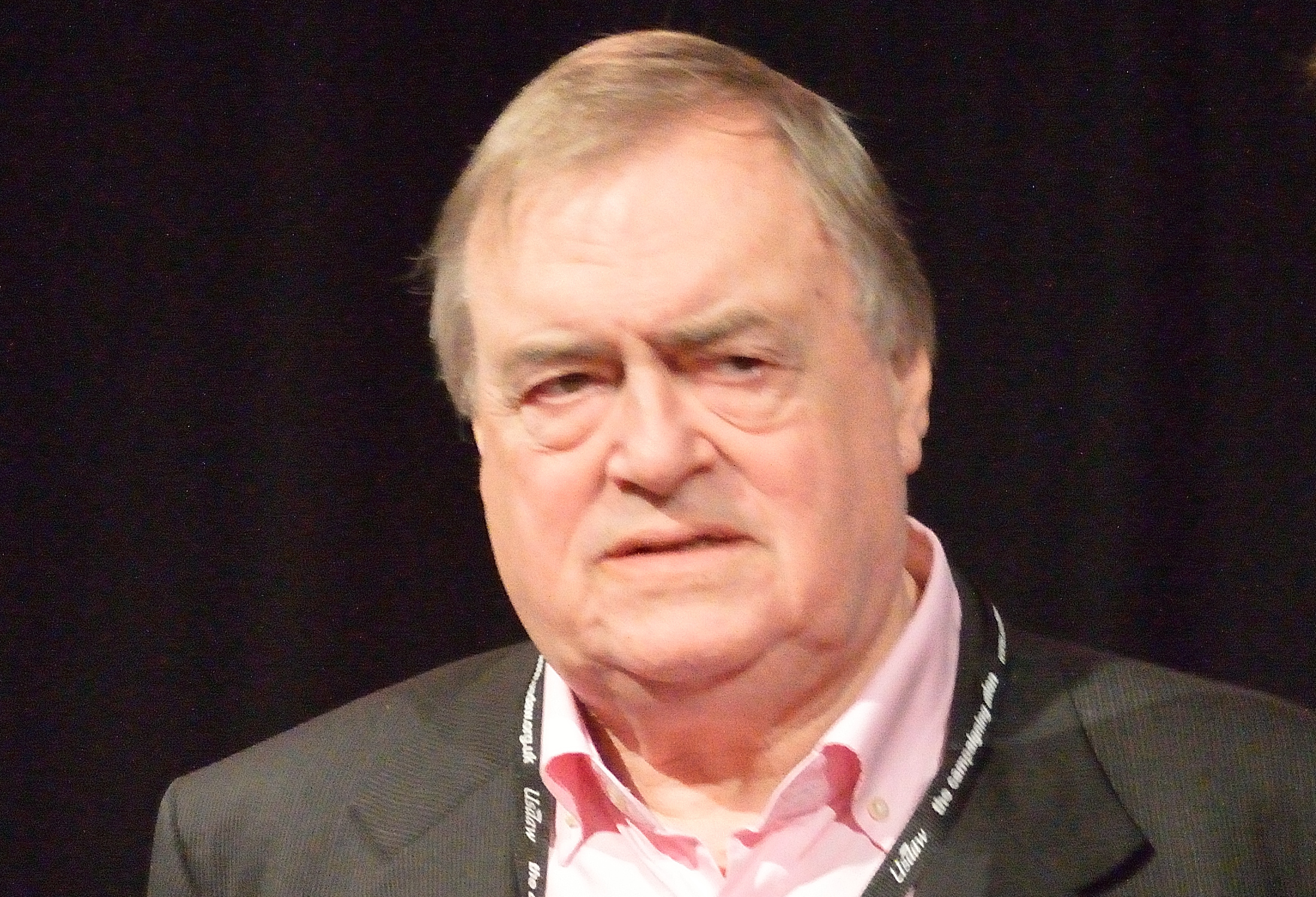
John Prescott alla Conferenza del Partito Laburista nel 2016.

Nell'aprile 2008 John Prescott dichiarò alla stampa di soffrire di bulimia dal 1997.

## Titoli e stile
- 1938–1970: Mr John Prescott
- 1970–1994: Mr John Prescott MP
- 1994–2010: The Right Honourable John Prescott MP
- 2010–2013: The Right Honourable The Lord Prescott PC
- 2013–presente: The Right Honourable The Lord Prescott